# Łąkówko
Łąkówko [wɔnˈkufkɔ] (trước đây là Lankow của Đức) là một khu định cư ở khu hành chính của Gmina Połczyn-Zdrój, trong quận Świdwin, West Pomeranian Voivodeship, phía tây bắc Ba Lan. Nó nằm khoảng 12 kilômét (7 mi)   phía bắc Połczyn-Zdrój, 25 km (16 mi) về phía đông bắc của Świdwin và 113 km (70 mi) về phía đông bắc của thủ đô khu vực Szczecin.
Trước năm 1945, khu vực này là một phần của Đức. Đối với lịch sử của khu vực, xem Lịch sử của Pomerania.
Khu định cư có dân số 10 người.